# Pomnik Michała Archanioła w Soczi
Pomnik Michała Archanioła (ros. Монумент Михаила-Архангела) – wolnostojąca kolumna, znajdująca się w centrum miasta Soczi, na obszarze Federacji Rosyjskiej poświęcona patronowi miasta Michałowi Archaniołowi. 
Autorami pomnika są architekt Siergiej Suchorukow i rzeźbiarz Władimir Zielenko, którzy wykonali pomnik na zlecenie mera Soczi w 2006 roku.
Pomnik został zainstalowany w miejscu pochówku żołnierzy rosyjskich, którzy zginęli w obronie cytadeli Fortu Aleksandria (pierwsza nazwa miasta używana w 1838 roku). Na pomnik składa się cokół wykonany z czerwonego granitu, 20-metrowa żelbetowa kolumna, oraz odlany posąg z brązu Michała Archanioła.